# Hiisijärvi (sjö i Finland, Kajanaland, lat 64,35, long 28,63)
Hiisijärvi är en sjö i Finland. Den ligger i kommunen Ristijärvi i landskapet Kajanaland, i den centrala delen av landet, 500 km norr om huvudstaden Helsingfors. Hiisijärvi ligger 164,6 meter över havet. Den är 15,3 meter djup. Arean är 1,5 kvadratkilometer och strandlinjen är 9,48 kilometer lång. Sjön  ingår i Uleälvens huvudavrinningsområde. 